# Handcuffs or Kisses
Handcuffs or Kisses è un film muto del 1921 diretto da George Archainbaud. Sceneggiato da Lewis Allen Browne su una storia di Thomas Edgelow pubblicata nel dicembre 1920 su Young's Magazine, il film fu prodotto dalla Selznick Pictures e interpretato da Elaine Hammerstein, Robert Ellis, Julia Swayne Gordon, Dorothy Chappell, Alison Skipworth, Florence Billings, Ronald Schabel, George Lessey. In un ruolo minore, appare anche Ronald Colman, futura star di Hollywood.

## Trama

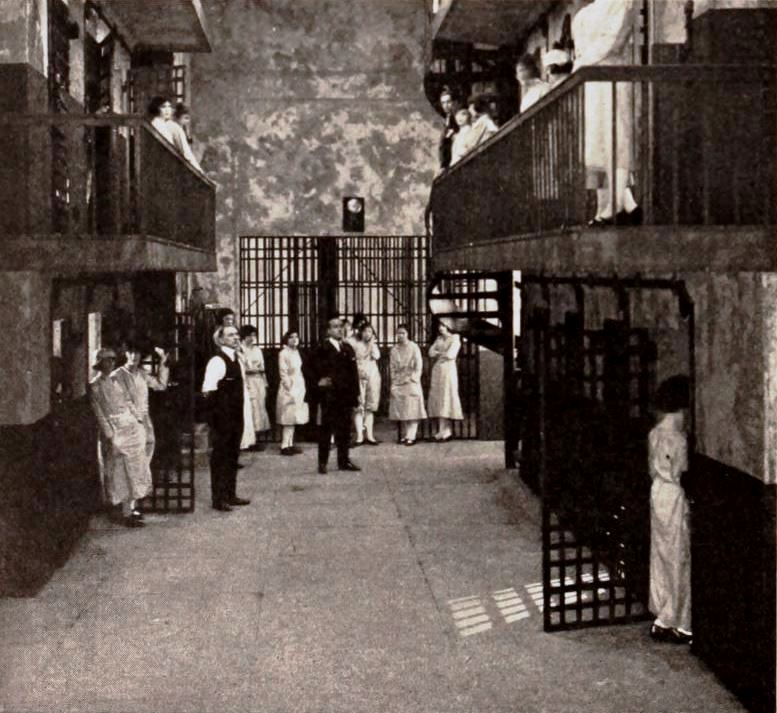
Il riformatorio

Lois Walton, rimasta orfana, è stata affidata alla zia che però presto se ne disfa, facendola chiudere in un riformatorio. Le condizioni dei ragazzi sono terribili e Lois viene frustata e immersa nell'acqua gelida. Nasce una rivolta che viene sedata. Una commissione di inchiesta indaga sui fatti, ma nessuno dei ragazzi ha il coraggio di denunciare la direttrice per paura di incorrere in punizioni peggiori. Anche Lois sta zitta. Uno della commissione, l'avvocato Peter Madison, la prende in simpatia e la fa rilasciare sulla parola. La ragazza viene mandata a fare la domestica in casa di un medico da cui però scappa, dopo che lui le fatto delle avances tentando di metterle le mani addosso. Madison le offre un rifugio, ma lei, temendo di comprometterlo, se ne va via anche da lì. Trova lavoro come segretaria di Miss Dell, la tenutaria di una casa da gioco. Però, anche lì, la situazione si fa difficile, con Miss Dell che vuole costringerla a sposare il giovane e ricco Leo Carstairs. Madison la incontra di nuovo e questa volta le propone di diventare sua moglie. Finalmente Lois ha trovato un porto sicuro e un uomo innamorato.

## Produzione
Il film fu prodotto dalla Selznick Pictures Corporation.

## Distribuzione
Il copyright del film, richiesto dalla Selznick Pictures, fu registrato il 10 settembre 1921 con il numero LP16953.
Distribuito dalla Select Pictures Corporation, il film uscì nelle sale cinematografiche statunitensi il 5 settembre 1921.
Nel 1922, nel Regno Unito il film fu vietato dal British Board of Film Censors.
Non si conoscono copie ancora esistenti della pellicola che viene considerata presumibilmente perduta.